# Прадон
Прадо́н (фр. и окс. Pradons) — коммуна во Франции, находится в регионе Рона — Альпы. Департамент коммуны — Ардеш. Входит в состав кантона Валлон-Пон-д’Арк. Округ коммуны — Ларжантьер.
Код INSEE коммуны — 07183.

## Население
Население коммуны на 2008 год составляло 415 человек.
| 1962 | 1968 | 1975 | 1982 | 1990 | 1999 | 2008 |
| ---- | ---- | ---- | ---- | ---- | ---- | ---- |
| 121  | 143  | 152  | 180  | 220  | 295  | 415  |

## Экономика
В 2007 году среди 233 человек в трудоспособном возрасте (15—64 лет) 155 были экономически активными, 78 — неактивными (показатель активности — 66,5 %, в 1999 году было 61,6 %). Из 155 активных работали 133 человека (70 мужчин и 63 женщины), безработных было 22 (9 мужчин и 13 женщин). Среди 78 неактивных 11 человек были учениками или студентами, 44 — пенсионерами, 23 были неактивными по другим причинам.

## Фотогалерея
- Мэрия
- Церковь
- Церковь и крест
- Карта коммуны